# Lukoml-See
Der Lukoml-See (belarussisch Лукомскае возера Lukomskaje wosera) ist ein rund 37 Quadratkilometer großes Stillgewässer in Belarus. Er liegt im Rajon Tschaschniki in der Wizebskaja Woblasz. Er ist der viertgrößte See, der ganz in Belarus liegt. Am Ostufer des Sees liegt die im Zusammenhang mit dem Bau des Großkraftwerks in den 1960er und 1970er Jahren neu errichtete Stadt Nowalukoml. Der See wird über die Lukomka (Лукомка) und die Ula zur Düna entwässert.

## Inseln
Im See liegen drei Inseln.